# 살바도르 카스타녜다 카스트로
살바도르 카스타녜다 카스트로(스페인어: Salvador Castañeda Castro, 1888년 8월 6일 ~ 1965년 3월 5일)는 1945년부터 1948년까지 엘살바도르의 대통령으로 재임한 인물이다.
1888년 찰추아파에서 태어났으며 군인 출신 정치가로써, 카스타녜다는 막시밀리아노 에르난데스 마르티네스(엘살바도르의 반공독재자)정부 하에서 육군사관학교의 교장을 지냈다. 1945년 군의 지원을 받아 대통령으로 당선되었다. 그는 마르티네스를 모방하여 야당 탄압을 계속하는 한편 렘파 강에 댐을 건설한다.
하지만 3년 만에 오스카르 오소리오 등이 주도한 쿠데타로 실각했고 이후 2년간 복역하다가 1965년 산살바도르에서 세상을 뜨게 된다.